# Charles Herbert Kitson
Pour les articles homonymes, voir Kitson.
Charles Herbert Kitson est un organiste, compositeur et professeur de musique britannique, auteur de plusieurs livres sur l'harmonie et le contrepoint, né le 13 novembre 1874 à Leyburn et mort le 13 mai 1944 à Londres.

## Biographie
Kitson est né à Leyburn, dans le Yorkshire, et a fait ses études à Ripon. Ayant initialement l'intention de rentrer dans les ordres, il obtient ses diplômes à Cambridge et étudie l'orgue au Selwyn College. Il obtient aussi des diplômes à Oxford. 
Après avoir enseigné à Haileybury et à Canterbury, il devient organiste de la cathédrale Saint-Jean-Baptiste de Leicester. Son premier poste important est celui d'organiste de la Christ Church Cathedral de Dublin, en 1913, poste qu'il occupe jusqu'en 1920, en même temps que celui de professeur de théorie musicale à l'Académie royale de musique irlandaise. 
Pendant son séjour à Dublin, il devient professeur de musique au Collège universitaire de Dublin entre 1916 et 1920, prenant temporairement la place d'Heinrich Bewerunge. En 1920, il renonce à ces deux postes et retourne s'installer à Londres, où il rejoint l'équipe du Collège royal de musique. La même année, il succède à Percy Buck en tant que professeur de musique au Trinity College de Dublin, poste qu'il conservera jusqu'en 1935. 
Arthur Duff, Arwel Hughes, John Larchet, Herbert Sanders, Robert Still, Michael Tippett et Drummond Wolff comptèrent parmi ses nombreux élèves. 
Il est mort à Kensington, à Londres, en 1944.

## Publications
- The Art of counterpoint, and its application as a decorative principle, Londres, 1907.
- The evolution of harmony, Londres, 1914.
- Applied strict counterpoint, Londres, 1916.
- Elementary harmony, trois volumes, Londres, 1920–26.
- Additional exercises to elementary harmony, 1926.
- Rudiments of music, Londres, 1926.
- Counterpoint for beginners, Londres, 1927.
- Invertible counterpoint and canon, Londres, 1927.
- The elements of fugal construction, Londres, 1929.
- Six lectures on accompanied vocal writing, Londres, 1930.
- Contrapuntal harmony for beginners, Londres, 1931.
- Rudiments of music for junior classes, Londres, 1931.
- Introit for whitsuntide, fountain of sweets, 1931.
- The elements of musical composition, Londres, 1936.